# Mathias Théry
Pour les articles homonymes, voir Théry.
Mathias Théry est un réalisateur français, né le 9 mars 1980.
Issu d’une formation artistique aux arts Décoratifs de Paris, il réalise depuis une vingtaine d’années des films qui explorent le réel dans différentes formes de narration. Il est notamment connu pour avoir coréalisé avec Étienne Chaillou les documentaires La Sociologue et l'Ourson (2016) et La Cravate (2020).

## Biographie
Mathias Théry naît le 9 mars 1980. Il est le fils de la sociologue Irène Théry. Son père est professeur d'économie à l'université Paris-Dauphine puis délégué à l'insertion des jeunes en difficulté. Très tôt il se passionne pour le graffiti qu'il pratique toute sa jeunesse.
Il étudie la photo-vidéo à l'École nationale supérieure des arts décoratifs (Ensad). C'est dans ce cadre qu'il rencontre en 2000 Étienne Chaillou, étudiant en animation, avec qui il entame une collaboration régulière.
Mathias Théry réalise un premier court métrage sur un jeune scientifique au travail en 2004 à l'occasion de son diplôme de fin d'études, puis commence sa collaboration avec Étienne Chaillou par Tête de oim, un moyen-métrage tourné en Inde, suivi de Cherche toujours  portrait d'une équipe de physiciens pour la chaîne Arte et Les Altans qui propose une réflexion sur le rapport de l'homme aux animaux pour France Télévisions. Le duo enchaîne ensuite avec plusieurs webséries documentaires pour Arte, J'ai rêvé du Président et L’œil du voisin, qui mêlent photo, dessin et peinture animée.
Ils arrivent au cinéma en 2015 en réalisant La Sociologue et l'Ourson, documentaire atypique qui noue un dialogue avec la mère de Mathias, Irène Théry, par le truchement de marionnettes, pendant les débats sur la loi ouvrant le mariage aux couples de même sexe. Puis, en 2020, le film La Cravate propose le portrait-choc d’un jeune militant de l’ex-Front national à qui les deux réalisateurs tendent un petit roman qui relate sa vie.

## Filmographie
Sauf indication contraire, les informations mentionnées dans cette section peuvent être confirmées par les bases de données cinématographiques IMDb et Allociné,  présentes dans la section « Liens externes ».

### Réalisateur-scénariste

#### En solo
- 2005 : La Vie après la mort d'Henrietta Lacks (court-métrage documentaire)
- 2017 : Premier Vote : Considérant la jeunesse (série documentaire)
- 2022 : Isaac Asimov, A message to the future (téléfilm documentaire)

#### AvecÉtienne Chaillou
- 2006 : Tête de oim (moyen-métrage documentaire)
- 2008 : Cherche toujours (téléfilm documentaire)
- 2009 : Les Altans (téléfilm documentaire)
- 2012 : J'ai rêvé du Président (websérie documentaire, 26 épisodes)[1]
- 2014 : L'Œil du Voisin (websérie documentaire, 26 épisodes)
- 2016 : La Sociologue et l'Ourson (documentaire)
- 2020 : La Cravate (documentaire)

### Scénariste
- 2020 : Petites Danseuses (documentaire) d'Anne-Claire Dolivet

## Distinctions

### Récompenses
- Festival international du film politique 2019 : Grand Prix pour La Cravate[2]
- FIPADOC 2020 :  Prix du jury européen pour La Cravate[3]
- Festival Repérages 2020 : Grand Prix pour La Cravate[4]

- Pordenone Doc Fest (Italie) 2020 : Prix du jury pour La Cravate
- Festival Fire de Barcelone 2017 : Prix du meilleur documentaire pour La Sociologue et l'Ourson
- Festival des Etoiles du documentaire de la SCAM  2017 : Prix du public pour La Sociologue et l'Ourson
- Roze Filmdagen de Amsterdam 2016 : Prix du meilleur documentaire pour La Sociologue et l'Ourson
- Festival Des Images Aux Mots 2016 :  Prix du public pour La Sociologue et l'Ourson
- Festival Vues d’En Face 2016 : Prix du public pour La Sociologue et l'Ourson
- London International Documentary Festival 2009 : Grand prix pour Cherche Toujours
- Festival À nous de voir 2008 : Grand prix et prix du jury jeune pour Cherche Toujours
- Festival du film d'éducation 2008 : Mention spéciale pour Cherche Toujours
- Festival A nous de voir 2005 : Grand prix et prix du jury jeune pour La Vie après la mort d'Henrietta Lacks
- Festival Silhouette 2005 : Prix du public pour La Vie après la mort d'Henrietta Lacks
- Festival Doc en Courts 2005 : prix du jury pour La Vie après la mort d'Henrietta Lacks
- Festival Parisciences 2006 : Prix du court métrage pour La Vie après la mort d'Henrietta Lacks

### Nominations
- Lumières 2017 : meilleur documentaire pour La Sociologue et l'Ourson
- Lumières 2020 : meilleur documentaire pour La Cravate
- César 2021 : meilleur film documentaire pour La Cravate